# Halle de Cologne (Gers)
La halle de Cologne est un édifice de la commune de Cologne (Gers) destiné initialement au marché, situé sur la place centrale de la bastide.

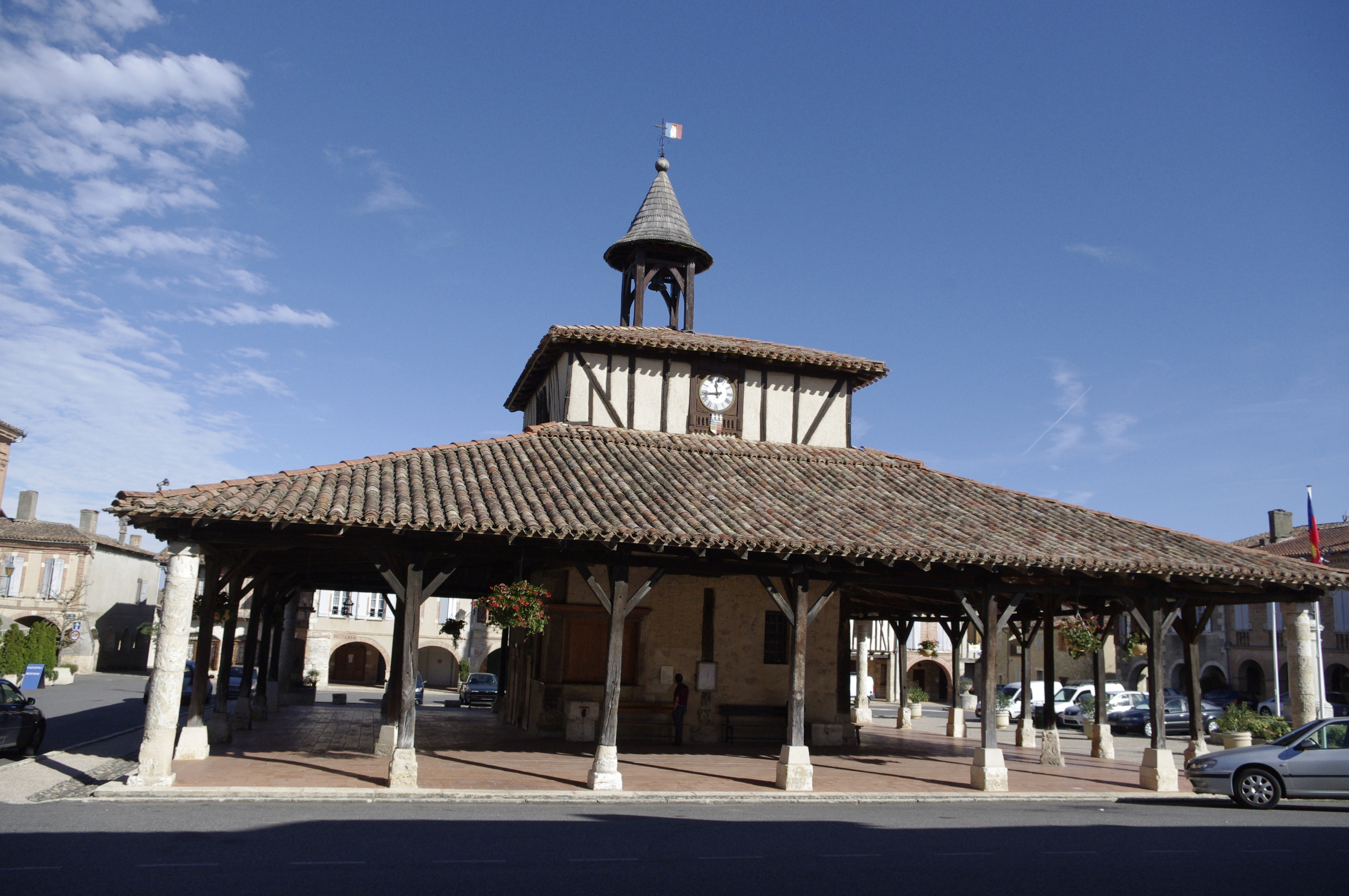
Halle de Cologne

## Histoire
Cologne est une bastide créée en 1284. La halle destinée à abriter les marchés et les foires, au centre de la vaste place centrale, a été construite en même temps que les maisons à couverts qui l’entourent. Construite essentiellement en bois, elle a probablement, comme ce type de bâtiment, connu de nombreuses réfections qui n’ont pas modifié fondamentalement sa structure originelle. La halle est inscrite au titre des monuments historiques par arrêté du 25 avril 1944.

## Architecture

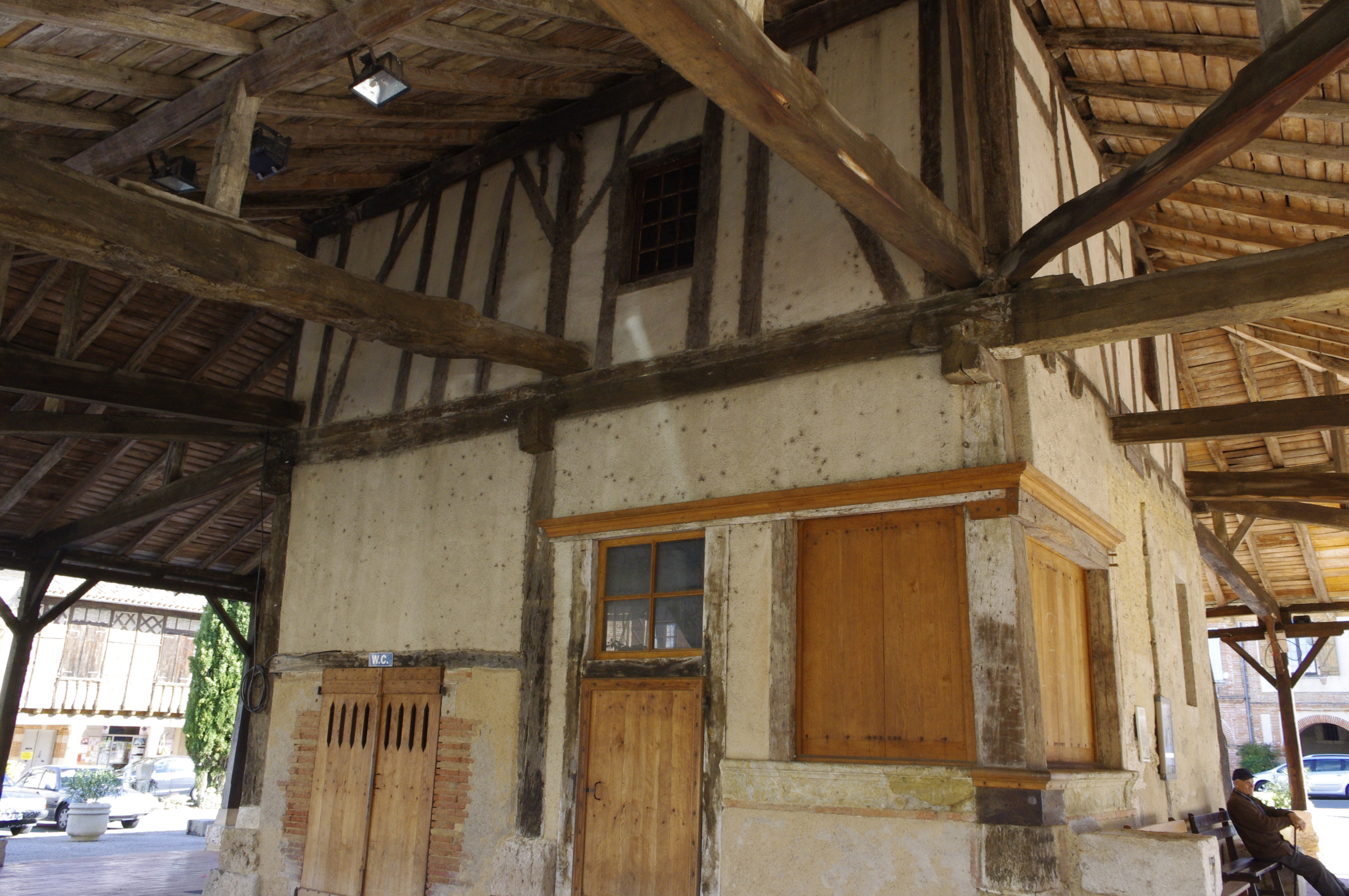
Bâtiment central

La halle est de plan carré. Elle se compose d’un bâtiment carré à un étage, en colombages de bois et torchis, entouré sur les quatre faces d’un toit de tuiles en appentis sur une charpente en pièces de bois équarries, reposant sur des piliers de pierre aux angles et de bois ailleurs, eux-mêmes sur des supports de pierre.
Le bâtiment central a probablement été rajouté à une halle simple à une époque inconnue. Jusqu’à la Révolution il a servi de dépôt au rez-de-chaussée, et à l’étage de salle de réunion pour le conseil communal. Il est couronné par un petit campanile à toit conique, rajouté ou refait plus tardivement. La cloche est datée de 1607.

### Mesure à grains

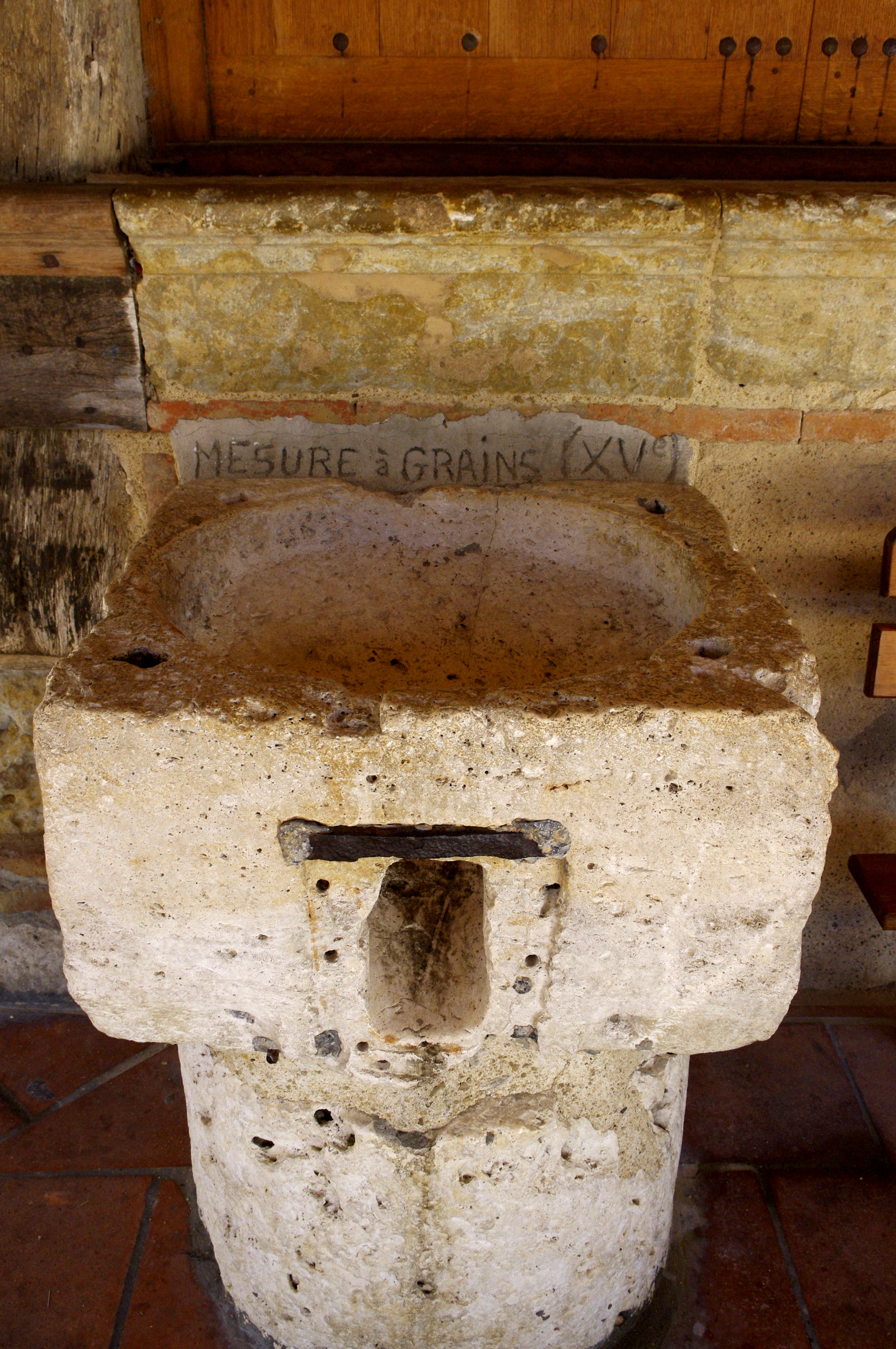
Mesure à grains

La halle abrite, scellée sur une pierre cylindrique qui servait à dépiquer le grain, une mesure à grain en pierre du XVe siècle, découverte dans un fossé en 1968 et installée ici la même année. Cette mesure, un trou cylindrique percé dans une pierre parallélépipédique, équivaut à environ 40 litres, soit deux mesures en usage avant le XVIIe siècle (la mesure valait 20,02 litres), autrement dit un demi-sac. Avec le cercle métallique disparu qui devait terminer cette pierre, on avait exactement 40,04 litres. Le fond du trou est légèrement incliné vers une ouverture par où s »écoulait le grain, par un clapet disparu. Deux crochets métalliques, de part et d’autre, permettaient d’accrocher le sac où le grain était versé. La partie supérieure porte des encoches où devaient se fixer soit le cercle métallique servant de niveau précis, soit d’autres boisseaux cylindriques en bois permettant d’augmenter la capacité de la mesure.